# Рахмангулово
Рахмангулово — село в Красноуфимском округе Свердловской области. Входит в состав Рахмангуловского сельского совета.

## География
Населённый пункт расположен на левом берегу реки Уфа в 18 километрах на восток-юго-восток от административного центра округа — города Красноуфимск.

### Часовой пояс
Рахмангулово как и вся Свердловская область, находится в часовой зоне МСК+2. Смещение применяемого времени относительно UTC составляет +5:00.

## История
В деревне проживали башкиры Больше-Кущинской родовой волости. В 1859 году их насчитывалось 282 человека.

## Население
| 2002 | 2010 | 2021 |
| ---- | ---- | ---- |
| 579  | ↘492 | ↘415 |

Согласно итогам переписи 2010 года в селе проживают татары (98.4%), марийцы (0.9%), башкиры (0.7%).

## Улицы
Село разделено на шесть улиц (Ленина, Новая, Озёрная, Парниковая, Советская, Школьная) и один переулок (Новый).